# Трушко, Любовь Игнатьевна
Любовь Игнатьевна Трушко (1904—1980) — майор, советский деятель здравоохранения, начальник отделения эвакуационного госпиталя, главный врач станции переливания крови г. Барнаула, заведующая хирургическим отделением Алтайской краевой больницы, организатор службы крови в Алтайском крае, почетный донор СССР, заслуженный врач РСФСР. Депутат Барнаульского городского Совета депутатов трудящихся, депутат Алтайского краевого Совета депутатов трудящихся. Участница Великой Отечественной войны. Персональный пенсионер республиканского значения.

## Биография
Любовь Игнатьевна Трушко родилась 13 июня 1904 года в станице Роговской Краснодарского края. После окончания в 1928 г. Кубанского государственного медицинского университета вся трудовая деятельность Любовь Игнатьевны проходила в лечебных учреждениях Новосибирской области, с 1936 года — в Алтайском крае. В период Великой Отечественной войны Любовь Игнатьевна работала начальником отделения эвакуационного госпиталя, главным врачом станции переливания крови, а с 1953 года и до конца трудовой деятельности — заведующей хирургическим отделением Алтайской краевой больницы и врачом-методистом. Л. И. Трушко неоднократно избиралась депутатом Барнаульского городского и Алтайского краевого Советов народных депутатов. Трудовые заслуги Любовь Игнатьевны отмечены орденом «Знак Почета», медалями, знаком «Отличник здравоохранения», в 1950 году ей присвоено звание заслуженного врача РСФСР.
В 1923 г., после окончания школы в Мариуполе, Любовь Игнатьевна поступила в Кубанский государственный медицинский университет, диплом об окончании которого 11 ноября 1928 г. за No 649 подписал ректор университета профессор Павел Петрович Авроров. Трудовая деятельность Трушко Л. И. началась в 1929 г. в участковой больнице с. Новотроицкое Новосибирской обл. В 1930 г. она была принята на должность заведующей участковой больницей в г. Купино, где перенимала опыт у акушерок, хирургов, фельдшеров и приняла решение стать хирургом. После повышения квалификации в Новосибирском институте усовершенствования врачей (ГИДУВ), вернулась в г. Купино и, продолжая заведовать участковой больницей, стала единственным хирургом в Купинском районе Новосибирской области. В 1933 году переехала в г. Новосибирск, вновь прошла специализацию в институте усовершенствования врачей, три месяца отработала ординатором на станции скорой медицинской помощи и затем была назначена хирургом. В 1936 г., в связи с переездом семьи в г. Бийск Алтайского края, стала работать хирургом в Бийской городской больнице, в которой под руководством опытного хирурга Бориса Николаевича Денисова начала проводить операции на глазах и мочеточнике, операции по удалению почки и аппендицита, гинекологические операции и получила опыт в ортопедии и травматологии, а также с 1937 г. преподавала в Бийском медицинском техникуме. В 1940 г. заняла должность хирурга в Барнаульской городской больнице. В 1941 г. приказами Народного комиссариата здравоохранения № 1508 и Горбольницы № 96 от 05.08.41 г. Трушко Л. И. была мобилизована в Красную армию (РККА) в качестве начальника медицинского отделения эвакуационного госпиталя. В 1942 г. её назначили заведующей станцией переливания крови при Барнаульской городской больнице, где она освоила выпуск плазмы крови, лишённой фибриногена, и сдала более 50 литров крови. В 1943 г. Любовь Игнатьевну пригласили на должность ассистента кафедры факультативной хирургии по совместительству Астраханского медицинского университета. В 1944 г. её труд был отмечен ведомственным нагрудным знаком «Отличник здравоохранения». В конце 1946 г. Трушко Л. И. возглавила 2-е хирургическое отделение Барнаульской городской больницы, в связи с переходом из отделения Чеглецова А. Н. на должность ведущего хирурга горбольницы. В 1950 г. она перешла врачом в отделение переливания крови Алтайской краевой больницы, а в 1952 г. стала главным врачом Краевой станции переливания крови. 1 марта 1953 г., по настоянию заведующего Алтайского краевого здравоохранения К. И. Зерова, её назначили заведующей хирургическим отделением Алтайской краевой больницы. В марте того же года Любовь Игнатьевну посетил Чеглецов Александр Николаевич с просьбой вернуться в Барнаульскую городскую больницу, о чём позднее рассказал Алябьевой Валентине Васильевне: «… это первый человек, который мне отказал». Л. И. Трушко заведовала хирургическим отделением Краевой клинической больницы до 1960 г., в октябре того же года была назначена хирургом-методистом её организационно-методического отдела. Уже достигнув пенсионного возраста, продолжала работать и заниматься общественной деятельностью. Скончалась Любовь Игнатьевна Трушко в 1980 году, похоронена на Власихинском кладбище в г. Барнауле.

## Политическая деятельность
В 1947 году Любовь Игнатьевна избрана народным депутатом Барнаульского городского Совета депутатов трудящихся.
В 1950 году избрана народным депутатом Алтайского краевого Совета депутатов трудящихся по Кировскому избирательному округу № 3.
В 1953 году избрана народным депутатом Алтайского краевого Совета депутатов трудящихся.
В 1961 году избрана народным депутатом Алтайского краевого Совета депутатов трудящихся.
За время исполнения полномочий депутата Любовь Игнатьевна выступала соавтором нескольких законодательных инициатив и поправок к проектам региональных законов.

## Семья
В 1933 г. в г. Новосибирске вышла замуж за старшего лейтенанта Якова Авксентьевича Толочкина, в их семье было двое детей:
- Трушко Галина Яковлевна (1933—2009), преподаватель истории. Муж Лукичев Феликс Сергеевич — внук Няшина Григория Дмитриевича.
- Трушко Марта Яковлевна (?)

## Награды
Среди прочих наград Л. И. Трушко имела ордена, нагрудные знаки и звания:
- Орден «Знак Почета»
- Почетная грамота Президиума Верховного совета РСФСР
- Заслуженный врач РСФСР
- Почетный донор СССР
- Отличник здравоохранения СССР